# Море Амундсена
Мо́ре А́мундсена — антарктическое море, находится на окраине Тихого океана, в его южной части (в Южном океане), у берегов Западной Антарктиды. Покрыто льдами. К западу от мыса Дарт протягивается открытое тихоокеанское побережье Антарктики, к востоку от острова Терстон начинается акватория моря Беллинсгаузена.
В залив Пайн-Айленд моря Амундсена к востоку от вулкана Мерфи впадает ледник Туэйтса.

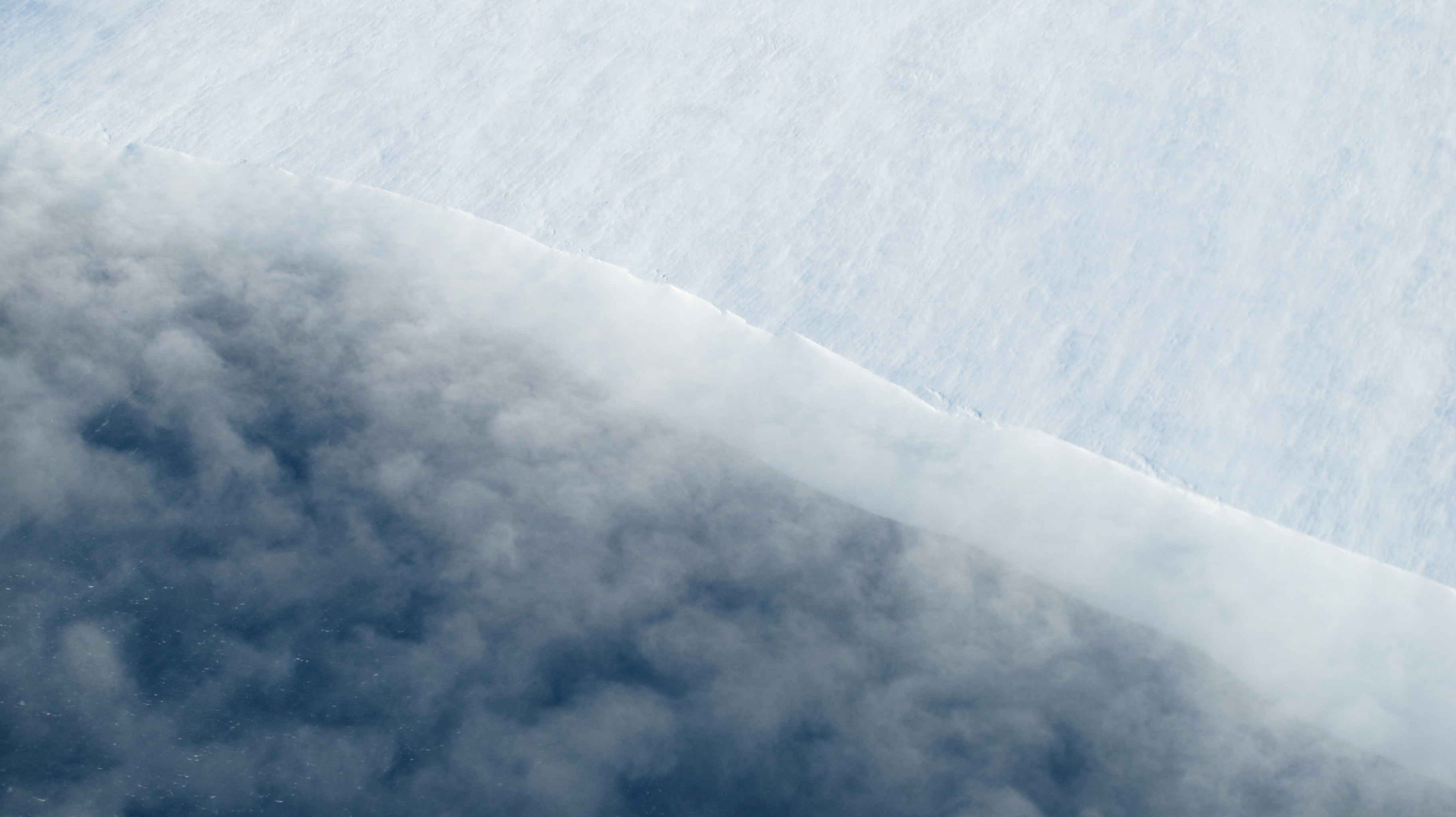
Барьер шельфового ледника Туэйтс, море Амундсена

Названо в честь норвежского полярного исследователя Руаля Амундсена. Площадь моря — 98 тысяч км². Расстояние между входными мысами около 850 км. Море Амундсена и прилегающая акватория Южного океана — район наиболее частой локализации Тихоокеанского ледяного массива. Это одно из самых суровых, труднодоступных и малопосещаемых морей Мирового океана.  Побережье сплошь ледяное, представляет собой либо барьер шельфовых ледников, либо ледяные обрывы материкового ледника и «ледяных шапок» — «островов», окружённых шельфовыми ледниками и многолетним припаем. Через побережье моря Амундсена происходит разгрузка льда антарктического ледяного щита. Ежегодный объём образующихся айсбергов оценивается в 250 км³.
Ни одному судну за всю историю изучения Антарктики не удавалось достигнуть побережья этого моря, блокируемого восточной частью Тихоокеанского ледяного массива. Именно здесь закончилась неудачная попытка Джеймса Кука в 1774 году достигнуть на «Резолюшене» берегов Антарктиды и открыть её. Наиболее близко к полуострову Терстон подходили американские ледоколы «Глетчер» и «Бертон-Айленд» (1960), и «Н. Палмер» (1993 г.).